# Омский областной комитет КПСС
Омский областной комитет КПСС — руководящий партийный орган областной организации Коммунистической партии Советского Союза, существовавший в Омской области с 1934 по 1991 год. Являлся высшим органом  областной организации КПСС между областными конференциями КПСС. Образован вместе с областью на части территории бывшего Западно-Сибирского края. Располагался в областном центре – городе Омске.
Комитет избирался областными конференциями КПСС. Занимался реализацией решений областных конференций, организацией и утверждением районных партийных организаций Омской области, выполнением решений ЦК партии. Подчинялся (до 1990 года) Центральному комитету КПСС ( с 1990 – ЦК коммунистической партии РСФСР).
Для повседневного руководства работой областной партийной организации обком избирал бюро, а для рассмотрения текущих вопросов и проверки их исполнения создавал секретариат. На пленумах комитетов утверждались также председатели партийных комиссий, заведующие отделами этих комитетов, редакторы партийных газет и журналов. Для рассмотрения текущих вопросов и проверки их исполнения создавался секретариат. Пленум областного комитета созывался не реже одного раза в четыре месяца.
Высшим должностным лицом областной организации КПСС являлся первый секретарь, избиравшийся на пленуме областного комитета КПСС по предложению секретариата Центрального Комитета КПСС. Кандидатуры второго (как правило, отвечал за организационные вопросы) и третьего секретарей (как правило, отвечал за идеологические вопросы) согласовывались также с секретариатом ЦК КПСС.
Обком КПСС отвечал за проведение политики партии в области, вёл политическую и организаторскую работу по выполнению всеми государственными и общественными организациями директив и решений партии, указаний её Центрального комитета, проводил идеологическую работу, руководил работой Советов депутатов трудящихся, профсоюзов, комсомола и других организаций, а также средств массовой информации через работающих в них коммунистов, решал социально-экономические задачи, контролировал деятельность учреждений науки, культуры, образования, занимался подбором и расстановкой руководящих кадров, организацией учреждений партии в пределах области.

## Первые секретари
- 1934—1937 — Булатов, Дмитрий Александрович[1]
- 1937—1937 — Симанович, Зиновий Григорьевич (и.о.)
- 1937—1938 — Наумов, Фёдор Петрович
- 1938—1939 — Лаврентьев, Захар Лаврентьевич (и.о.)
- 1938—1940 — Невежин, Николай Иванович
- 1940—1943 — Кудинов, Михаил Андреевич
- 1943—1949 — Румянцев, Сергей Степанович
- 1949—1951 — Киселёв, Николай Васильевич
- 1951—1952 — Кузик, Леонид Иванович
- 1952—1955 — Лебедев, Иван Кононович
- 1955—1961 — Колущинский, Евгений Петрович
- 1961—1987 — Манякин, Сергей Иосифович[2]
- 1987—1989 — Похитайло, Евгений Дмитриевич
- 1989—1990 — Леонтьев, Анатолий Павлович
- 1990—1991 — Назаров, Иван Александрович

## Вторые секретари
- 1935—1937 — Фомин, Василий Кузьмич
- 1937—1937 — Симанович, Зиновий Григорьевич (и.о.)
- 1938—1939 — Лаврентьев, Захар Лаврентьевич
- 1939—1940 — Гречихин, Евгений Дмитриевич
- 1940—1940 — Кудинов, Михаил Андреевич
- 1940—1942 — Фролов А. В.
- 1942—1945 — Кузик, Леонид Иванович
- в 1947 — Шмаков, Николай Алексеевич
- 1949—1957 — Ладейщиков, Сергей Васильевич
- 1957—1960 — Дерюгин, Борис Иванович
- 1960—1961 — Родионов, Алексей Алексеевич

- 1964—1968 — Голиков, Константин Николаевич

- 1970—1973 — Блохин, Анатолий Прокопьевич
- 1973—1979 — Демченко, Вадим Николаевич
- 1980—1982 — Мекеров, Александр Павлович

- 1984—1989 — Норка, Ефим Алексеевич
- 1989—1990 — Журавлёв, Николай Васильевич